# أبو منجل الضافر
طائر أبو منجل الضافر(Bostrychia carunculata) هو من جنس Bostrychia والذي ينتمي إلى فصيلة أبو منجليات، وتتواجد في أثيوبيا وإرتيريا.

## الوصف
هو من الطيور الكبيرة وله ريش لونه رمادي ضارب للأخضر ،ولديه بعض البقع البيضاء في الأجنحة، وهناك خط أبيض على الخد يميزه عن أبو منجل الحدادة ،و متوسط طوله هو 60 سم.

## مناطق تواجدها
- تتواجد في المرتفعات الأثيوبية من مسافة ارتفاع 1500 م إلى أعلى من 4100 متر كما تم تسجيلها في سواحل اريتريا.وهي تفضل المروج ومجاري الأنهار في المرتفعات. وغالبا ما توجد في الأماكن الصخرية والمنحدرات ،ولكن أيضا في الأراضي المفتوحة والأراضي الزراعية وحدائق المدينة وأشجار الزيتون والعرعر وخلال موسم الأمطار يمكن أن ينظر إليه في فندق المروج في وسط المدينة من أديس أبابا. أبو منجل الضافر هو طائر شائع في أثيوبيا وأرتيريا.

## العادات
- يتغذى على الديدان، يرقات الحشرات، واللافقاريات الصغيرة ؛ أحيانا الضفادع والثعابين والفئران. وأحيان تجدها تأكل مع الحيوانات الأليفة.

وهو نوع قطيعي يعيش عادة في أزواج من 3 إلى 10.وهو غالبا مستقرة ولايهاجر إلا مرات.

## التهديدات
- لم تسجل عملية تهديد قصوى لهذا النوع. ويتواجد بكثرة في الطبيعة.